# Phyllodoce arenae
Phyllodoce arenae är en ringmaskart som beskrevs av Webster 1879. Phyllodoce arenae ingår i släktet Phyllodoce och familjen Phyllodocidae. Inga underarter finns listade i Catalogue of Life.